# Reserva biológica del Gurupí
La Reserva biológica del Gurupí (en portugués Reserva biológica do Gurupi) es una reserva biológica en el estado del Maranhão, Brasil.

## Ubicación
La Reserva biológica Gurupí comprende parte de los municipios de Centro Novo do Maranhão y Bom Jardim en el estado de Maranhão, en el nordeste de Brasil. Abarca 271197 ha, y se encuentra entre los 27 a 316 m s. n. m.
La reserva comprende parte de las cuencas de los ríos Gurupí y Pindaré, la precipitación media anual en la zona es de 2169 mm. La temperatura oscila entre 22 y 32 °C con un promedio de 27 °C.

## Flora y fauna
La vegetación es un denso bosque húmedo del amazonas en la ecorregión del Centro de Endemismos Belém, y se destaca por su amplia variedad de flora. Los estudios de su flora, mariposas y aves han permitido determinar que esta reserva biológica es una de los doce refugios del Pleistoceno en la Amazonia brasilera.
Desde su creación ha visto reducida más de la mitad de sus bosques a causa de actividades de explotación maderera.
Entre las especies protegidas se cuentan: mono capuchino (Cebus kaapori), oncilla (Leopardus tigrinus), ocelote (Leopardus pardalis), jaguar (Panthera onca), muitú (Crax pinima), trepatroncos barrado amazónico (Dendrocolaptes certhia), hormiguero maculado (Phlegopsis nigromaculata), arasarí cuellirrojo oriental (Pteroglossus bitorquatus), trompetero aliverde (Psophia viridis) y cotorra pulcra (Pyrrhura lepida).